# Алмейда, Андре
Андре́ Го́миш Магалья́йнш ди Алме́йда (порт. André Gomes Magalhães de Almeida; род. 10 сентября 1990 года в Лиссабоне) — португальский футболист, защитник. Выступал за национальную сборную Португалии.

## Клубная карьера
Андре начинал свою карьеру в весьма скромном клубе «Лореш», где его приметили селекционеры лиссабонского «Спортинга». Однако надолго в системе этого клуба ему задержаться не удалось и он перешёл в «Алверку». Оттуда Андре в 2007 году ушёл в «Белененсиш». В 2008 году состоялся его дебют за «Белененсиш». Это случилось 29 ноября в матче чемпионата Португалии против «Маритиму». Уже в следующем сезоне Алмейда стал основным игроком «Белененсиша». Он решил не покидать клуб после вылета из Примейры, но после провального сезона в Сегунде принял предложение перебраться в «Бенфику». Начало своего первого сезона Андре провёл в клубе «Униан Лейрия» на правах аренды. Вернувшись из аренды, он провёл всего три матча чемпионата. В сезонах 2012/13 и 2013/14 Андре был игроком ротации состава «Бенфики».

## Карьера в сборной
Андре выступал за различные юношеские и молодёжные сборные Португалии. За национальную сборную Португалии он дебютировал 11 октября 2013 года в матче против сборной Израиля.

## Достижения
«Бенфика»
- Чемпион Португалии (5): 2013/14, 2014/15, 2015/16, 2016/17, 2018/19
- Обладатель Кубка Португалии (2): 2013/14, 2016/17
- Обладатель Кубка португальской лиги (5): 2010/11, 2011/12, 2013/14, 2014/15, 2015/16
- Обладатель Суперкубка Португалии (4): 2014, 2016, 2017, 2019